# Wallersberg (Weismain)
Wallersberg ist ein Dorf mit 49 Einwohnern. Es gehört als eigener Stadtteil zur Stadt Weismain im oberfränkischen Landkreis Lichtenfels, im Norden des Freistaates Bayern.

## Geografische Lage
Wallersberg befindet sich auf 451 m ü. NN auf einer Hochebene am östlichen Rand des Kleinziegenfelder Tals. Die Hochebene gehört zu den nördlichen Ausläufern des Frankenjuras im Naturpark Fränkische Schweiz-Veldensteiner Forst. Südwestlich des Dorfes befindet sich das Naturschutzgebiet Wacholderhänge bei Wallersberg. Der Stadtkern von Weismain befindet sich rund fünf Kilometer nördlich.

## Geschichte

### Etymologie
1326 tauchte Wallersberg erstmals in einer Schenkungsurkunde unter dem Namen „Beltreichesperge“ auf. In der Bestätigung dieser Urkunde wird der Ort „Weltersperghe“ geschrieben. Aus dem Jahr 1338 ist die Schreibweise „Weltrichsberge“ und von 1360 „Waldersperg“ überliefert. Als „Wallersberg“ wurde das Dorf erstmals 1481/1482 bezeichnet. Alle Namen lassen sich sprachgeschichtlich als zum Berg des Waltrich deuten. Anders als bei vielen anderen Ortsnamen dürfte es sich bei dem Namen nicht um den des Gründers handeln, sondern um den des Berges, auf dem Wallersberg sich befindet. Der Name stammt vermutlich schon aus der Zeit vor 900 und entstammt dem mythologischen Bereich. Der Name könnte vom Waldriesen Welderich aus der germanischen Mythologie kommen, dessen Name Beherrscher des Waldes bedeutet und mit dem Motiv des wilden Mannes gleichgesetzt wird.

### Vor- und Frühgeschichte
Die Hochfläche, auf der sich Wallersberg befindet, war bereits in vorchristlicher Zeit besiedelt. Deutlich sichtbare Hinweise darauf geben zahlreiche noch erhaltene Hügelgräber zwischen Mosenberg und Wallersberg, die teilweise auch archäologisch untersucht wurden und wie der Grabhügel bei Wallersberg auf die Späte Bronzezeit bzw. die späte Hallstattzeit datiert werden konnten.
Bei den letzten Bauarbeiten an der Wallersberger Kapelle wurde entdeckt, dass diese auf den Grundmauern eines älteren Gebäudes steht. Bei archäologischen Grabungen an den Grundmauern wurden alte Gefäße gefunden, die mit Knochen und Branderde gefüllt waren. Durch Unkenntnis wurde bei den Grabungen oder bei den eigentlichen Sanierungsmaßnahmen der Kapelle jedoch ein Urnengrab zerstört, in dem sich mindestens vier Gefäße aus dem 1. Jahrtausend vor Christus befanden.

### Spätmittelalter bis zur Frühen Neuzeit
Im Jahr 1325 wurde durch die Grafen von Truhendingen die etwas abseits, nordwestlich gelegene Wallfahrtskapelle St. Katharina gestiftet. Zu dieser Zeit dürfte die Ortschaft Wallersberg bereits bestanden haben, da 1326 von Albert von Giech alle Rechte über die Güter im Dorf dem Kloster Langheim geschenkt wurden. Vier Jahre später wurde diese Schenkung vom Langheimer Abt bestätigt und angegeben, dass die Zehntabgaben an Naturalien und Tieren für die Pfarrkirche St. Johannes der Täufer in Isling bestimmt waren. Um 1481/1842 gehörte Wallersberg zum fürstbischöflichen Amt Arnstein und musste an das Archidiakonat Kronach Türkensteuer entrichten.
In der zweiten Hälfte des 17. und der ersten Hälfte des 18. Jahrhunderts unterstanden die einzelnen Gehöfte Wallersbergs mehreren Lehensherren. So unterstand 1644 ein Hof dem Arnsteiner Pfarrer, an den jährlich eine große Menge Naturalien geliefert und zwei Tage im Jahr Frondienst geleistet werden musste. Zwei andere Höfe unterstanden bis zur Säkularisation im Jahr 1803 dem Kloster Langheim. Von den weiteren Höfen waren vier den Freiherren Giech zu Thurnau lehenspflichtig und einer den Herren von Künsberg. Die Untertanen der weltlichen Herrscher waren in dieser Zeit protestantisch, die anderen drei Familien katholisch.

### 19. Jahrhundert bis Heute
Die Freiwillige Feuerwehr in Wallersberg wurde 1884 gegründet.
Von 1924 bis 1926 wurde die Bergstraße von der Weihersmühle bis nach Wallersberg von der Wallersberger Bevölkerung in Eigenleistung ausgebaut und der Ort damit auch für die ab den 1920er Jahren zunehmenden Touristenströme im Kleinziegenfelder Tal leichter erreichbar gemacht. Die Straße wurde dabei auch entschärft,  teilweise wurden große Trockenmauern zum Schutz der Kehren errichtet.
Die Gemeinde Wallersberg wurde am 1. Januar 1976 zusammen mit den dazugehörenden Ortschaften Frankenberg, Mosenberg, Schammendorf, Waßmannsmühle und Weihersmühle nach Weismain eingemeindet.

### Einwohnerentwicklung
Die Tabelle gibt die Einwohnerentwicklung von Wallersberg wieder.
| Jahr | Einwohner | Quelle |
| ---- | --------- | ------ |
| 1833 | 82        | [ 9 ]  |
| 1930 | 81        | [ 5 ]  |
| 1987 | 62        | [ 10 ] |
| 2013 | 49        | [ 11 ] |
| 2013 | 40        | [ 12 ] |
| 2018 | 38        | [ 1 ]  |

## Vereine
- Freiwillige Feuerwehr Wallersberg-Mosenberg

## Ehrenbürger
- 1958: Fritz Endres, Gemeindeschäfer.[13] Endres beweidete in der ersten Hälfte des 20. Jahrhunderts die sonst nicht nutzbaren Hänge rund um Wallersberg. Aufgrund seines Beitrags zur Erhaltung der Trockenrasen-Wacholderhänge südlich von Wallersberg und seines offenen und herzlichen Wesens wurde ihm als einem von wenigen Bürgern in der Geschichte der Gemeinde die Ehrenbürgerschaft verliehen.[13]